# 掸邦共产党
掸邦共产党是缅甸掸邦的一个已不存在的共产主义政党。该党成立于1956年，因缅甸共产党拒绝在掸邦建立分开的党委员会而分裂出来。1958年5月10日，该党的251名武装人员和150名其他党员向缅甸政府投降。